# Psiguria ternata
Psiguria ternata är en gurkväxtart som först beskrevs av M. Roemer, och fick sitt nu gällande namn av Charles Jeffrey. Psiguria ternata ingår i släktet Psiguria och familjen gurkväxter. Inga underarter finns listade i Catalogue of Life.